# Roupa de dormir

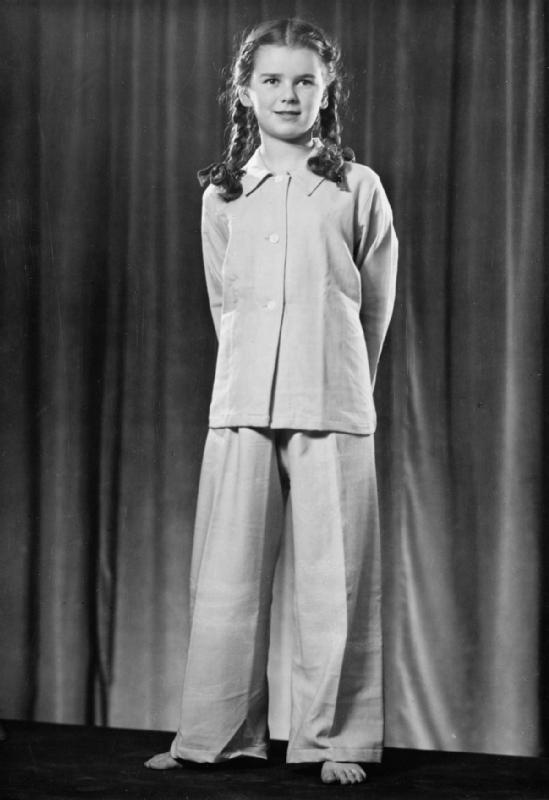
Menina de 11 anos de idade ultilizando Roupas de domir

Roupas de dormir são roupas feitas para serem usadas durante o sono. O estilo da roupa de dormir usada pode variar com as estações, com estilos mais quentes usados em condições mais frias e vice-versa. Alguns estilos ou materiais são selecionados para serem visualmente atraentes ou eróticos, além de seus propósitos funcionais.
O momento adequado de vestir a indumentária faz parte da Higiene do sono.
As roupas de dormir incluem pijama, camisola, ceroulas, camiseta, camisa regata, lingerie, babydoll, roupa interior, máscara de dormir etc.
De acordo com uma pesquisa de 2004 nos Estados Unidos, 13% dos homens usam pijamas ou camisolas para dormir, enquanto 31% usam roupas íntimas e outros 31% dormem nus. Entre as mulheres, 55% usam pijama ou camisola e 14% dormem nuas.